# Organización territorial de Burkina Faso
Burkina Faso se divide en 45 provincias, 301 departamentos y desde 2001 en 13 regiones.

## Regiones de Burkina Faso
Entre paréntesis el nombre de la respectiva capital:
Boucle du Mouhoun (Dédougou), Cascades (Banfora), Centre (Uagadugú), Centre-Est (Tenkodogo), Centre-Nord (Kaya), Centre-Ouest (Koudougou), Centre-Sud (Manga), Est (Fada N'gourma), Hauts-Bassins (Bobo Dioulasso), Nord (Ouahigouya), Plateau-Central (Ziniaré) 
Sahel (Dori), Sud-Ouest (Gaoua)

## Provincias de Burkina Faso
Entre paréntesis el nombre de la respectiva capital:
Balé (Boromo) , Bam (Kongoussi), Banwa (Solenzo), Bazéga (Kombissiri), Bougouriba (Diébougou), Boulgou (Tenkodogo), Boulkiemdé (Koudougou), Comoé (Banfora), Ganzourgou (Zorgho), Gnagna (Bogandé), Gourma (Fada N'gourma), Houet (Bobo-Dioulasso), Ioba (Dano), Kadiogo (Uagadugú), Kénédougou (Orodara), Komondjari (Gayéri), Kompienga (Pama), Kossi (Nouna), Koulpélogo (Ouargaye), Kouritenga (Koupéla), Kourwéogo (Boussé), Léraba (Sindou), Loroum (Titao), Mouhoun (Dédougou), Nahouri (Pô), Namentenga (Boulsa), Nayala (Toma), Noumbiel (Batié), Oubritenga (Ziniaré), Oudalan (Gorom-Gorom), Passoré (Yako), Poni (Gaoua), Sanguié (Réo), Sanmatenga (Kaya), Séno (Dori), Sissili (Léo), Soum (Djibo), Sourou (Tougan), Tapoa (Diapaga), Tuy (Houndé), Yagha (Sebba), Yatenga (Ouahigouya), Ziro (Sapouy), Zondoma Gourcy), Zoundwéogo (Manga)

## Departamentos de Burkina Faso
Burkina Faso está dividida en 301 departamentos.
- Datos: Q15063111
- Multimedia: Subdivisions of Burkina Faso / Q15063111